# Biblioteca nazionale di Antigua e Barbuda
La Biblioteca Nazionale di Antigua e Barbuda (National Library of Antigua and Barbuda) o Biblioteca Pubblica di Antigua ha sede a Saint John nell'isola di Antigua.

## Storia
Uno dei primi fondi librari della biblioteca dell'isola di Antigua fu organizzato verso la fine del XVII secolo, per volontà del reverendo Thomas Bray. Nel secolo XIX fiorirono a Saint John diversi istituti culturali di carattere privato, come l'Antigua Library Society e la Presbyterian Church Library. Nel 1854, il governatorato coloniale elevò l'Antigua Library Society ad Antigua Public Library, di fatto trasformando lo status della Biblioteca da privato a pubblico.
Nel Novecento, la Biblioteca aumenta il suo patrimonio librario e l'edificio viene corredato di una sala lettura attrezzata. L'8 ottobre del 1974, un terremoto distruttivo colpiva l'isola provocando il danneggiamento e di conseguenza la chiusura dell'antico edificio; la Biblioteca venne così trasferita in una piccola area del piano superiore di un edificio a Market Street di Saint John.
Oggi l'istituto gode di una nuova sede; infatti, tra il 2002 ed il 2008 il governo ha promosso il rifacimento e l'ammodernamento dell'edificio della Biblioteca.

## Compiti ed organizzazione
La mission dell'istituto è quella di garantire il pubblico accesso alla lettura e alle risorse informatiche e promuovere eventi culturali, ricreativi e intellettuali, al fine di consentire la crescita personale e professionale degli abitanti dell'isola. Inoltre, la biblioteca si occupa di conservare e raccogliere le opere e le fonti relative alla storia e alle tradizioni etno-antropologiche di Antigua e Barbuda, organizzate nelle collezioni librarie West Indian Collection e African Collection. 